# Стефанос-Петрос Санта
Стефанос-Петрос Санта (21 травня 1975) — румунський ватерполіст.
Учасник Олімпійських Ігор 1996, 2004 років. Бронзовий медаліст Чемпіонату світу з водних видів спорту 2005 року.